# Friedrich Wilhelm Krüger

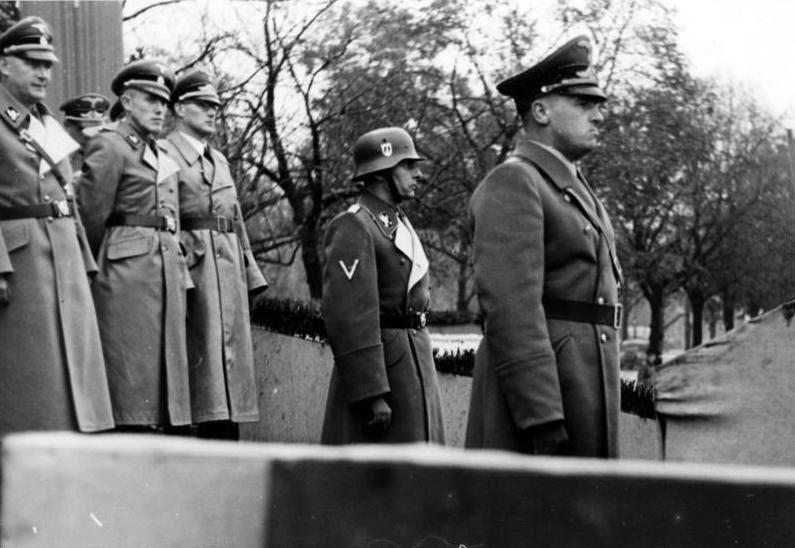
Friedrich Wilhelm Krüger (drugi z prawej, w hełmie) Kraków 1939. Na przedzie Hans Frank

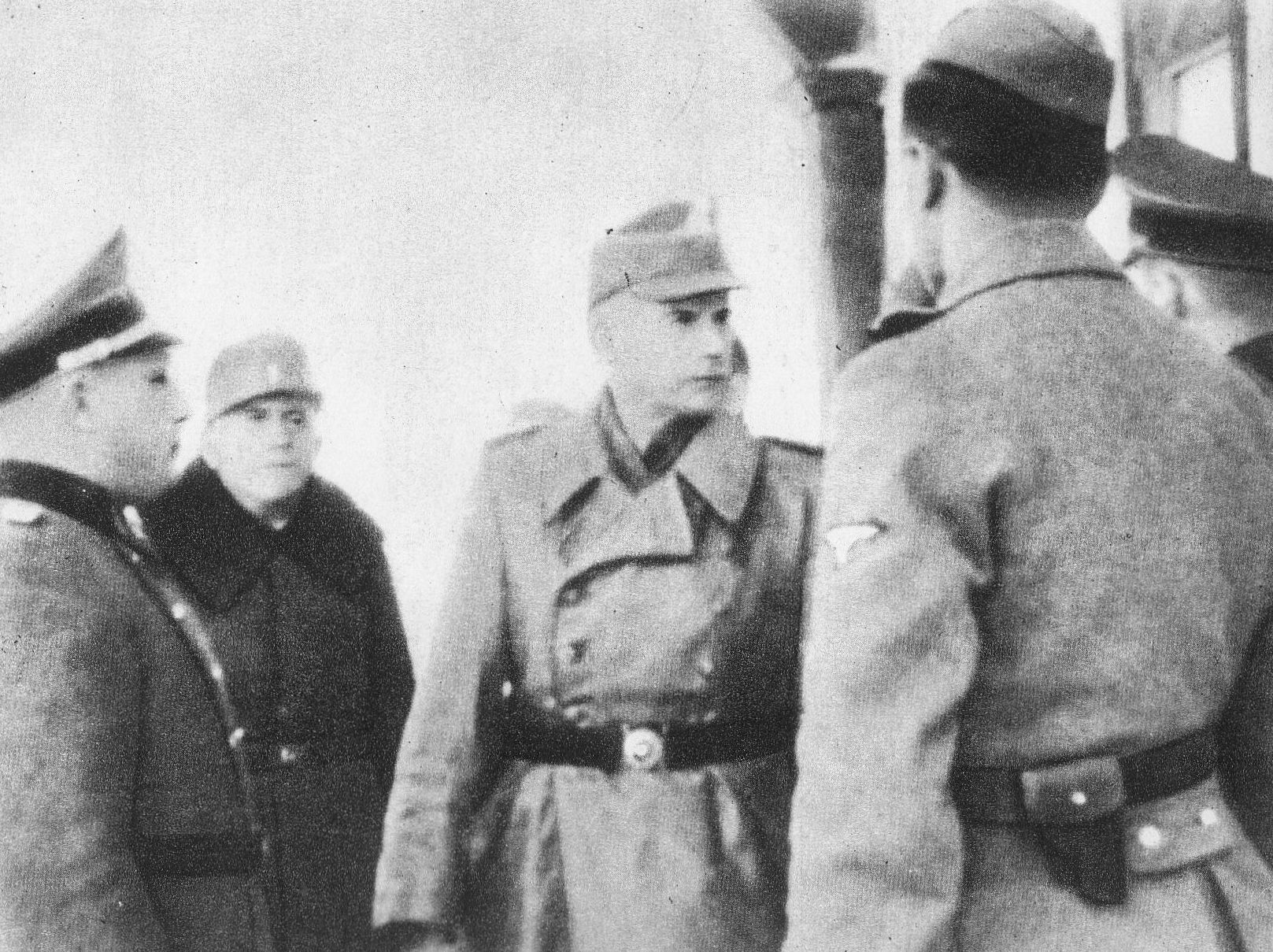
Krüger (w środku) w obozie janowskim we Lwowie

Friedrich Wilhelm Krüger (ur. 8 maja 1894 w Strasburgu, zm. 10 maja 1945 w Gundertshausen) – zbrodniarz hitlerowski, Wyższy Dowódca SS i Policji w Generalnym Gubernatorstwie (1939 do 1943), sekretarz stanu do spraw bezpieczeństwa w rządzie GG i SS-Obergruppenführer. Był pełnomocnikiem Heinricha Himmlera do spraw umocnienia niemieckości w Generalnym Gubernatorstwie.

## Życiorys w okresie do II wojny światowej
Krüger urodził się w alzackim Strasburgu, należącym wówczas (w okresie 1871-1919) do Rzeszy i po ukończeniu szkoły podstawowej rozpoczął karierę wojskową. Podczas I wojny światowej został trzykrotnie ranny i otrzymał kilka odznaczeń (w tym Żelazny Krzyż I i II klasy). Po zakończeniu wojny pracował w kilku zawodach o charakterze cywilnym. Krüger wstąpił do NSDAP w 1929, a do SA w 1930 (z których rok później przeniósł się do SS). W 1932 został wybrany na posła do Reichstagu, a już w 1935 uzyskał w SS bardzo wysoki stopień SS-Obergruppenführera.

## Okres II wojny światowej
Od 4 października 1939 do 9 listopada 1943 Krüger sprawował funkcję Wyższego Dowódcy SS i Policji (Höherer SS- und Polizeiführer) w Generalnym Gubernatorstwie (GG) w okupowanej przez III Rzeszę Polsce. Jest on odpowiedzialny za całe pasmo zbrodni popełnionych na obywatelach polskich, organizując masowy terror na obszarze GG:
- Odpowiedzialny za masową eksterminację Żydów polskich, w szczególności za utworzenie gett i stworzenie w nich okropnych warunków, powodujących wysoką śmiertelność ich mieszkańców oraz masową eksterminację Żydów w obozach zagłady Treblinka, Belzec i Sobibor (tzw. Operacja Reinhard)[1]. Nadzorował także likwidację getta warszawskiego.
- Ponosi odpowiedzialność za terror stosowany wobec cywilnej ludności polskiej, w tym za Akcję AB, masowe egzekucje, „akcje pacyfikacyjne” czy umieszczanie Polaków w obozach koncentracyjnych[1]. Kierował także akcją przesiedleńczą na Zamojszczyźnie, gdy wysiedlono 110 tysięcy ludzi, przygotowując obszar pod niemiecką kolonizację.

Liczbę ofiar jego działalności należy liczyć w milionach (w samych obozach zagłady podczas Operacji Reinhard zginęło ok. 2,2 miliona ludzi).
Krüger był także pełnomocnikiem Himmlera do spraw umacniania niemczyzny w GG. Jego władza była ogromna i walczył o nią zazdrośnie, tocząc spory z generalnym gubernatorem Hansem Frankiem, co było powodem odwołania go ze stanowiska wyższego dowódcy SS i Policji w GG przez Himmlera w listopadzie 1943. 20 kwietnia 1943 oddział egzekucyjny Armii Krajowej („Osa”-„Kosa 30”) przeprowadził w Krakowie nieudany zamach na Krügera. Tadeusz Battek „Góral” i Andrzej Jankowski „Jędrek” obrzucili jego kabriolet dwiema wiązkami Filipinek, które jednak nie wpadły do środka, uszkadzając tylko samochód i być może raniąc Krügera.
Od czerwca do sierpnia 1944 r. Krüger dowodził 6 Dywizją Górską SS Nord w północnej Finlandii. Później do lutego 1945 r. Krüger był dowódcą V Górskiego Korpusu SS. W lutym 1945 r. został przedstawicielem Himmlera w OBSO Südost, a w kwietniu i maju 1945 r. dowodził policyjną Kampfgruppe złożoną z funkcjonariuszy Ordnungspolizei. Walczyli oni w ramach Grupy Armii Południe (znanej po 1 maja 1945 r. jako Grupa Armii Ostmark). Po kapitulacji w Górnej Austrii Krüger dostał się do niewoli amerykańskiej i popełnił samobójstwo.